# Chrissie Parrott
Chrissie Parrott (* 1953) ist eine englisch-australische Balletttänzerin, Choreographin und Multimediakünstlerin.
Parrott begann im Alter von drei Jahren zu tanzen und erhielt ab dem siebenten Lebensjahr professionellen Unterricht. 1963 kam sie mit ihrer Familie nach Australien. Neunzehnjährig wurde sie Mitglied der West Australian Dance Company, der sie sieben Jahre angehörte. Hier entstanden ihre ersten choreographischen Werke: Like Hisoshima: Just Another Fallout (1976) und als erstes großes Auftragswerk für das Sydney Opera House Catherine's Wedding.
Ende der 1970er Jahre wechselte sie zu der in Sydney beheimateten One Extra Dance Company. mit der sie eine Tournee nach Europa unternahm. In Deutschland schloss sie sich dem Tanzforum Köln an und hatte mit diesem etwa 3000 Auftritte. Sie wurde dann Mitglied des Stockholmer Crammeer Balletten, bevor sie nach der Katastrophe von Tschernobyl 1986 nach Australien zurückkehrte.
Hier gründete sie mit Förderung der Regierung von Westaustralien die Chrissie Parrott Dance Company, die mit erfolgreichen Produktionen des modernen Tanzes bekannt wurde. Die meisten Choreographien schuf Parrott selbst, wobei sie gelungen Theater und Tanz verband. Die Company tourte in Australien und im Ausland und wurde unter anderem mit dem Sydney Myer Performing Arts Award (1992) und dem The Sounds Australia Award ausgezeichnet.
Nach dem Regierungswechsel 1996 in Westaustralien fiel die Förderung für ihre Company fort und diese musste aufgelöst werden, und Parrott ging an das Tanzdepartment der Edith Cowan University. Sie begann, neue Unterrichtsmethoden durch den Einsatz von High-Tech-Animationen zu erforschen und bereiste mit Stipendien der ArtsWA Frankreich und die USA. 
Nach ihrer Rückkehr begann sie in Perth mit der Realisierung von großen Tanzaufführungen und digitalen Kunstwerken. Als Senior Research Fellow der Western Australian Academy of Performing Arts experimentierte sie weiter mit Bewegungsaufnahmen, Video- und Farbverfolgungstechniken. Daneben gründete sie LINK, eine Tanzkompanie, die Universitätsabsolventen den Übergang in die
professionelle Welt erleichtern sollte. 
Anfang der 2000er Jahre unterrichtete sie Multimedia an der Queensland University of Technology. 2003 gründete sie mit dem Komponisten Jonathan Mustard die Jambird Multi Arts Company, mit der beide multimediale Werke unter Verwendung von digitaler Technologie, Musik und Tanz schufen. 2011 erhielten sie den Auftrag für ein Stück zur Eröffnung des State Theatre Centre of West Australia, 2013 für ein Open-Air-Tanzwerk zur Einhundertjahrfeier der University of Western Australia. 2014 wurde Parrott mit dem Lifetime Achievement Award und dem West Australian Dance Award ausgezeichnet.